# Romance de Horn
El Romance de Horn es un cuento de literatura anglonormanda de aventuras de romances escrito entre 1160 y 1165 por un autor anónimo llamado «Thomas». Algunos eruditos creen que este poeta podría tratarse de Thomas de Bretaña, pero no ha sido confirmado.

## Historia
El héroe del cuento, llamado «Horn», es el hijo del rey Alof de «Suddene» (probablemente en alguna parte cerca de Devon). Cuando los sarracenos mataron a sus padres, Horn quedó huérfano y con doce compañeros, fletó un barco para llegar a las orillas de Bretaña, donde creció hasta hacerse un hombre. Una vez ahí se enamoró de «Rymenhild», la hija del rey. Defendió el reino de la invasión de los sarracenos, pero el rey lo exilió a Irlanda después de ilícitamente acusarlo de intentar usurpar el trono. En Irlanda, Horn probó su heroísmo y se le ofreció la mano de la hija del rey, pero Horn la rechazó y después de cierto tiempo retornó a Bretaña para rescatar y esposar a Rymenhild. La historia se convirtió en la base de uno de los primeros romances ingleses, King Horn, escrito alrededor de 1225.